# Сеннар (провинция)
Сенна́р или Синнар (араб. سنار‎, англ. Sennar) — одна из 18 провинций (вилаятов) Судана, являющаяся частью одноимённого исторического региона.
- Территория 37 844 км².
- Население 1 285 058 человек (на 2008 год).

Административный центр — город Сеннар (Синга). Провинция граничит на юго-востоке с Эфиопией.

## География
Сеннар, иначе Эль Джезирэ Сеннар — в узком значении область, идущая от Хартума до Фасокла между Белым и Голубым Нилом, а в широком — юго-восточный исторический регион современного Судана и прежняя провинция Англо-Египетского Судана, доходившая на юге до реки Собат. На севере это — равнина саванн, подобно Кордофану; около 14° сев. ш. встречаются уже отдельные гранитные горы; далее на юго-восток Сеннар служит переходной ступенью к Абиссинским Альпам.

### Растительность и сельское хозяйство
Растительность от трав и кустарников переходит к юго-востоку в роскошные луга-степи и ещё юго-восточнее — в высокие леса. Равнина состоит из наносной почвы, которая от Абиссинских Альп до Белого Нила богата золотом и превосходным железом. Известковая почва Сеннара задерживает воду и, увлажнённая дождём, она очень плодородна, но в сухой период года представляет настоящую пустыню. После дождей сеют без всякого возделывания почвы просо (Sorghum vulgare), и месяца через 3 с половиной, в конце октября, вся равнина покрывается волнами зрелых колосьев. Из растений встречаются акации, тамаринды, а южнее 12° с. ш. от Голубого Нила — пальмы.

### Животный мир
Из животных имеются морские кошки, дикобразы, прыгуны, ихневмоны, вонючки, львы, гепарды, исполинские обезьяны, газели, жирафы, гиппопотамы, слоны, множество болотных и водяных птиц.

### Климат
До и во время дождливого периода жара бывает невыносимая, что температура воздуха поднимается в тени до 48 °С; это период лихорадок и дизентерии. Зимою температура часто падает до 16 °C, и атмосфера так суха, что мясо засыхает, не разлагаясь.

## Население
Население Сеннара очень смешанного характера; высшие классы более светлокожи, красивы лицом и фигурой, низшие — темнокожие негры; более половины населения — рабы. К темнокожим принадлежат фунджи, или фунги, негритянское племя, которое в 1500 году вторглось сюда с юго-запада и основало государство Сеннар, существовавшее до 1821 года.
Жители берегов Белого Нила существуют почти исключительно рыбной ловлей.

### Основные города
Административный центр — город Сеннар, на Белом Ниле, едва насчитывает 10 000 жителей и со времени возвышения Хартума постепенно падает. Из других городов и местечек более значительны: Вад-Медина, ныне более населённое, чем город Сеннар; Декин, прежный административный центр; Мисселемиа, самый торговый пункт Сеннара; Каламин, где имеются небольшие фабрики и заводы.

## Административное деление

Округа в провинции Сеннар

Провинция делится на 3 округа (дистрикта):
- Ад-Диндер (Ad Dinder)
- Синга (Singa)
- Сеннар (Sinnar)

## Экономика
Основная сфера экономики — сельское хозяйство, в городе Сеннар находится фабрика по производству сахара, на берегах Голубого Нила расположены плантации (в основном выращивают манго и бананы).

## Разное
Народные предания считают Сеннар резиденцией Макробиев, о которых Геродот упоминает как о древнейших эфиопах, богатством золота возбудивших зависть Камбиза.
Современная провинция Сеннар занимает малую часть исторического региона Сеннар и незначительную часть территории Султаната Сеннар, который владел также регионом Кордофан.